# Ethylenoxid
Ethylenoxid (anbefalet IUPAC-navn: oxiran) er en organisk forbindelse med kemisk formel C2H4O. Det er en cyklisk æter (en cyklisk æter består af en alkan med et oxygenatom bundet til to af alkanens carbonatomer, hvilket danner en ring). Ethylenoxid optræder ved stuetemperatur som en farveløs, brandfarlig gas med en let sødlig lugt. Den er det simpleste epoxid, dvs. en kemisk forbindelse med en treleddet ring bestående af et oxygenatom og to carbonatomer. Pga. sin specielle molekylstruktur undergår ethylenoxid let additionsreaktioner; den kan f.eks. let bringes til at åbne sin treleddede ring og danne polymerer. Ethylenoxid er isomer med acetaldehyd og vinylalkohol.
Ethylenoxid er et vigtigt kemikalie, der finder anvendelse mange steder, f.eks. til produktion af stoffer som polysorbat 20 og polyethylenglykol. I sig selv er ethylenoxid dog farligt at arbejde med. Ved stuetemperatur er den en brandfarlig, carcinogen, mutagen, lokalirriterende og anæstetisk gas med en misvisende behagelig lugt.
Ethylenoxid anvendes desuden til produktion af rengøringsmidler, fortykningsmidler, opløsningsmidler, plast og diverse organiske forbindelser som ethylenglykol, ethanolaminer, simple og komplekse glykoler, polyglykolætere m.v. Da ethylenoxid er en giftig gas, der ikke afsætter spor på de genstande, den kommer i kontakt med, bruges den som et desinfektionsmiddel på hospitaler og fabrikker, der producerer medicinsk udstyr, hvor ethylenoxid kan bruges i stedet for damp til at sterilisere varmefølsomme redskaber som f.eks. plastsprøjter.
Ethylenoxid fremstilles industrielt ved direkte oxidation af ethen i tilstedeværelse af en sølvkatalysator. Ethylenoxid er yderst brandfarlig og eksplosiv og anvendes bl.a. i termobariske våben. Det opbevares og transporteres derfor normalt som en nedkølet væske.